# Julius Pokorny
Julius Pokorny (12 de junho de 1887 — 8 de abril de 1970) foi uma linguista austríaco-Checa e estudioso das línguas celtas, principalmente irlandeses e um defensor do nacionalismo irlandês. Ocupou cargos acadêmicos nas universidades austríaca e alemã.

## Formação acadêmica e início da vida
Ele nasceu em Praga, Boémia, sob o Império Austro-Húngaro, e foi educado na escola Piarist em Praga e a escola da Abadia Beneditina em Kremsmünster, Áustria. A partir de 1905 até 1911, ele estudou na Universidade de Viena, graduando-se em direito e Filologia, e ensinou lá de 1913 a 1920.

## Carreira
Durante a I Guerra Mundial, Pokorny estava envolvido em atividades de Pro-alemão propagandista, incitando os irlandeses contra a Inglaterra. Ele é conhecido por ter conhecido e correspondeu-se com Roger Casement, um ativista pela independência irlandesa, que foi executado em 1916.   Pokorny também serviu na guerra como reservista no exército austríaco (Cisleithanian) a partir de 1916.
Em 1920, sucedeu Kuno Meyer como presidente do Celtic Filologia na Universidade de Friedrich Wilhelm em Berlim. Embora batizado católico no nascimento e sendo simpática ao nacionalismo alemão, ele foi suspenso em 1933 sob o nazista lei para a restauração do Serviço Civil profissional, por causa de sua ascendência judaica . Ele foi reintegrado no mesmo ano sob a isenção para aqueles que usava o uniforme da Alemanha ou seus aliados na I Guerra Mundial, que tinha sido insistiu pelo Presidente Paul von Hindenburg , antes que ele assinou a lei. Em 1935, foi demitido sob o disposto o racista Leis de Nuremberg. Ele continuou a viver mais ou menos abertamente em Berlim até pelo menos a 1939, mas viveu uma existência sombria lá desde por volta de 1940. Ele escapou para a Suíça, em 1943, onde lecionou por alguns anos na Universidade de Berna e na Universidade de Zurique até sua aposentadoria em 1959
.
Em 1954, ele recebeu um professor honorário na Universidade Ludwig Maximilian de Munique, onde lecionou em part-time em 1956 e, novamente, de 1960 a 1965. Ele foi premiado com honoris causa pela Universidade de Gales no Swansea em 1965 e Universidade de Edimburgo , em 1967.

## Morte
Ele morreu em Zurique em 1970, quase três semanas depois de ser atingido por um bonde, não muito longe de sua casa.

## Bolsa de estudos
Ele era o editor da revista de estudos filológicos  Zeitschrift für celtische Philologie  de 1921 até expulso pelos nazistas em 1939, e foi responsável pela revivendo-em 1954. Ele continuou para editá-lo até sua morte em 1970. Ele é o autor do  Indogermanisches etymologisches Wörterbuch  (Dicionário etimológico indo-europeu, 1959), que foi um texto central em seu tempo. Também publicou várias coleções da escrita irlandesa em tradução alemã e uma história completamente pro-nacionalista da Irlanda em 1916, que apareceu em tradução inglesa em 1933.
Pokorny foi um dedicado defensor da teoria Pan-Ilíria e localizado a civilização Ilíria Urheimat entre o Weser e o Vístula e o leste da região onde a migração começou por volta de 2400 A.C..  Pokorny sugeriu que elementos Ilíria foram encontrados em grande parte da Europa continental e também na Grã-Bretanha e Irlanda. Sua  Illyromania  derivado em parte arqueológico  Germanomania  e foi apoiado por especialistas de topônimos contemporâneos tais como Max Vasmer (1928, 1929) e  Hans Krahe (1929, 1935, 1940).

## Obras
Livros
- Der Ursprung der Arthursage. Viena: Anthropologische Gesellschaft, 1909.
- Uma gramática concisa irlandês antigo e leitor. Halle an der Saale: Max Niemeyer; Dublin: Hodges/Figgis, 1914.
- Irland. Gota: F.A. Perthes, 1916 (kleine Perthes Völker-und Länderkunde 1). 
  - Tradução Inglês: A história da Irlanda, trans Séana D King. Londres: Longmans; NY: Verde e co., 1933.
- Die älteste Lyrik der grünen Insel. Halle: M. Niemeyer, 1923.
- Um leitor histórico do irlandês antigo: textos, paradigmas, notas e um glossário completo. Halle: M. Niemeyer (reimpressão: Nova Iorque: AMS, 1985).
- Altirische Grammatik. Berlim – Leipzig: Walter de Gruyter, 1925.
- Alois Walde, Vergleichendes Wörterbuch der indogermanischen Sprachen, 3 vols. editado e complementada por Julius Pokorny. Berlim: de Gruyter, 1927-1932 (reimprimir: 1973, ISBN 3-11-004556-7).
- Zur Urgeschichte der Kelten und Illyrier. Halle: M. Niemeyer, 1938.
- Altkeltische Dichtungen: Aus dem Irisch-Gälischen und Cymrischen übertragen und eingeleitet. Berna: r. Francke, 1944.
- com Vittore Pisani, Allgemeine und vergleichende Sprachwissenschaft: Indogermanistik. Keltologie. Berna: R. Francke, 1953.
- Indogermanisches etymologisches Wörterbuch, 2 vols. Tübingen – Berna – Munique: r. Francke, 1957/1969 (1o edn.), 2005 (5º edn.). ISBN 3772009476

Artigos
- "Der Gral na Irlanda und die mythischen Grundlagen der Gralsage", Mitteilungen der Anthropologischen Gesellschaft em Wien 62 (1912): 1 – 15.
- "Erschienene Schriften: Rudolf Thurneysen, Zu irischen Handschriften und Literaturdenkmälern",  Zeitschrift für celtische Philologie  (ZCP) 9 (1913): 184-6.
- "Die englische Flumserberg na Irlanda", Petermann Mitteilungen 62 (1916): 361 – 65, 409 – 12.
- "Der irische Aufstand von 1798", Irische Blätter 4 (1916): 331-340.
- "Und Rasse Volk na Irlanda", Irische Blätter 7 (1917): 524-528.
- "Beiträge zur ältesten Geschichte Irlands. 1. die Fir Bolg, die Urbevölkerung Irlands ", ZCP 11 (1916-17): 189-204.
- "Beiträge zur ältesten Geschichte Irlands. 2. der gae bolga und die nördliche, nicht-iberische Urbevölkerung der Britischen Inseln", ZCP 12 (1918): 195-231.
- "Beiträge zur ältesten Geschichte Irlands. 3. Érainn, Dárin (n) e und die Iverni und Darini des Ptolemäus", ZCP 12 (1918): 323-357.
- "Zu Morands Fürstenspiegel", ZCP 13 (1921): 43-6.
- "Das nichtindogermanische Substrat im Irischen", ZCP 16 (1927): 95 – 144, 231 – 66, 363 – 94; 17 (1928): 373-88; 18 (1930): 233 – 48.
- "Substrattheorie und Urheimat der Indogermanen", Mitteilungen der Anthropologischen Gesellschaft em Wien 66 (1936): 69-91.
- "Zum nichtindogermanischen Substrat im Inselkeltischen",  Die Sprache  1 (1949): 235 – 45.
- "Die Geographie Irland bei Ptolemaios", ZCP 24 (1954): 94 – 120.
- "Os habitantes pre-Celtic da Irlanda",  Celtica  5 (1960): 229 – 40.